# Henri Poincaré
Jules Henri Poincaré (Nancy, 1854. április 29. – Párizs, 1912. július 17.) Bolyai-díjas francia matematikus, fizikus és filozófus; a konvencionalista tudományelméleti felfogás kidolgozója. A Poincaré-sejtés és a Poincaré-féle követőfüggvény névadója. Raymond Poincaré politikus, miniszterelnök, köztársasági elnök unokafivére.

## Munkái

### Matematika-fizika
- New Methods of Celestial Mechanics ISBN 1-56396-117-2 (3 vols., 1892-99; Eng. trans., 1967)
- Lessons of Celestial Mechanics. (1905-10).

### Filozófia
- Tudomány és hipotézis (1901 vagy 1902);
- A tudás értéke (1904 vagy 1905);
- Tudomány és módszer (1908 vagy 1914).

## Matematikafilozófia
Úgy vélte, hogy az axiómák (például a geometria axiómái), nem szintetikus a priori természetűek, mint Kant gondolta, de nem is tapasztalatiak, miként a pozitivisták állítják, hanem konvenciók (megegyezések). Valójában burkolt definíciók, de nem önkényesek, hisz megalkotásuknál ellentmondásmentességre, egyszerűségre és a tényekkel való összhangra törekszünk. Így egyik axiómarendszer sem igazabb, mint a másik, de gyakorlati okokból elfogadhatóbb (mert „elegánsabb", áttekinthetőbb stb.).
A tudományokban azonban nem minden állítás burkolt definíció. Például a törvényekről nem mondható el, hogy puszta konvenciók. Ellenkező esetben aligha lehetne belőlük előrelátásokat levezetni, és őket tapasztalatilag ellenőrizni. Valójában ezek hipotézisek és mint ilyenek bizonyos valószínűséggel igazak.
Poincaré szerint a tudás célja, hogy az igazságot a valóságról felderítsük. A teljes igazság elérhetetlen, hiszen a valóság megismerése csak bizonyos előfeltevések alapján lehetséges. Ilyenek a természet egyszerűsége és egyöntetűsége. Ezért a versengő hipotézisek közül észszerűen az egyszerűbbet kell választanunk. Fel kell még azt is tételeznünk, hogy az Univerzum többi része is hasonló a miénkhez.
Mihez elégséges tudásunk? Általuk a jelenségek lényegének megismeréséhez nem juthatunk el. Sohasem fogjuk tudni, hogy végső fokon mi az elektromosság, a fény és az élet. Sok mindent tudunk azonban róluk és kapcsolataikat is kielégítően meg tudjuk ismerni.
Poincaré a lehetséges matematikai axiómák felismerésénél döntő szerepet tulajdonított az intuíciónak (a közvetlen felismerésnek). Tagadta a matematika visszavezethetőségét a logikára és a matematikai (szimbolikus) logika szerepét nem ismerte fel.

## Magyarul
- Tudomány és föltevés; ford. Szilárd Béla, átnézte Fröhlich Izidor; Természettudományi Társulat, Bp., 1908 (Természettudományi Könyvkiadó Vállalat)
- Természettudomány és materializmus. A természettörvények fejlődése. Előadások; ford. Garai Károly; Europa, Wien, 1922 (Európa ismeretterjesztő könyvtár)
- A tudomány értéke; ford. Kiss Kázmér; Pfeifer, Bp., 1925 (Filozófiai könyvtár)